# Frédéric Esther
Frédéric Esther (Meulan, 1972. június 8. –) francia ökölvívó.

## Amatőr eredményei
- 1998-ban Európa-bajnok nagyváltósúlyban.
- 1999-ben  bronzérmes a világbajnokságon nagyváltósúlyban.
- 2000-ben az olimpián a negyeddöntőben szenvedett vereséget a román Marian Simiontól, így nem szerzett érmet.

## Profi karrierje
2000-ben kezdte profi pályafutását, kiemelkedő eredményeket nem ért el. 2004. április 8-án mérkőzött a francia nagyközépsúlyú bajnoki címért Jean Paul Mendy ellen, de alulmaradt és azóta nem lépett ringbe.
16 mérkőzéséből 14-et nyert meg, kettőt vesztett el.